# 丹尼爾·哈爾法
丹尼爾·哈爾法（德語：Daniel Halfar；1988年1月7日—）是一位德國足球運動員。在場上的位置是中場。他現在效力於德國足球甲級聯賽球隊科隆足球俱樂部。他也代表德國U21國家足球隊參賽。